# Вељке Костољани
Вељке Костољани (слч. Veľké Kostoľany) насељено је мјесто са административним статусом сеоске општине (слч. obec) у округу Пјештјани, у Трнавском крају, Словачка Република.

## Становништво
| Година:    | 1994. | 2004.   | 2014.   | 2024.   |
| ---------- | ----- | ------- | ------- | ------- |
| Број људи: | 2478  | 2658    | 2773    | 2829    |
| Разлика:   |       | +7,26 % | +4,32 % | +2,01 % |

| Година:    | 2023. | 2024.   |
| ---------- | ----- | ------- |
| Број људи: | 2808  | 2829    |
| Разлика:   |       | +0,74 % |

Према подацима о броју становника из 2024. године насеље је имало 2829 становника.